# Marktkarree Langenfeld
Das Marktkarree Langenfeld (MKL) war bei seiner Eröffnung November 2008 Langenfelds drittes und größtes überdachtes Einkaufszentrum. Es liegt in der Innenstadt gegenüber dem im April 2011 eröffneten Sass am Markt und grenzt an die Markthalle Langenfeld und die Stadtgalerie an. Die Grundsteinlegung für den Bau erfolgte im November 2007. Das Marktkarree wurde am 6. November 2008 eröffnet.

## Geschäfte
- Müller
- The Phone House
- Comma
- Apollo-Optik
- Nagel-Studio
- Mobilcom Debitel
- New Yorker
- Esprit
- Gerry Weber
- Dampfcloud
- s.Oliver
- Triumph
- GameStop
- Telekom
- Palm Shoes
- Tee Gschwendner
- Seasons Deko